# مانیلا برادکستینگ
مانیلا برادکستینگ (انگلیسی: Manila Broadcasting) شرکت رسانه‌ای فیلیپینی است، که در سال ۱۹۴۶ توسط فرد الیسالده تأسیس شد.